# Luca Barbareschi
Luca Giorgio Barbareschi (ur. 28 lipca 1958 w Montevideo) – włoski aktor filmowy, telewizyjny i teatralny, a także polityk.

## Życiorys
Karierę zawodową zaczął w wieku 20 lat jako asystent dyrektora produkcji sztuki Henryk V w werońskim teatrze. Wkrótce przeniósł się do Chicago, gdzie pracował przy produkcji przedstawień teatralnych i operowych. Przez rok praktykował w nowojorskiej Metropolitan Opera, następnie przez cztery lata studiował pod okiem m.in. Lee Strasberga, Nicholasa Raya i Stelli Adler.
Przez około 30 lat działał w branży filmowej i teatralnej. Zagrał m.in. jedną z głównych ról w horrorze Nadzy i rozszarpani, którego emisji zakazano w szeregu krajów. Wystąpił w roli Heroda Antypasa w filmie biblijnym Jezus. Był też prezenterem programów telewizyjnych (w tym na Rai Due), współtworzył przedsiębiorstwa zajmujące się produkcją filmową. W teatrze zagrał m.in. postać Antonia Salieriego w adaptacji Amadeusza w reżyserii Romana Polańskiego. Pełnił funkcje dyrektora artystycznego i jurora na różnych festiwalach.
Zaangażował się także w działalność polityczną, wspierając Sojusz Narodowy. W wyborach w 2008 uzyskał mandat deputowanego XVI kadencji z listy Ludu Wolności, nowej centroprawicowej formacji Silvia Berlusconiego (wykonywał go do 2013). W 2010 zasilił utworzoną przez Gianfranca Finiego frakcję Przyszłość i Wolność, jednak wkrótce z niej odszedł.

## Filmografia
- 1979 – Da Corleone a Brooklyn
- 1980 – Nadzy i rozszarpani

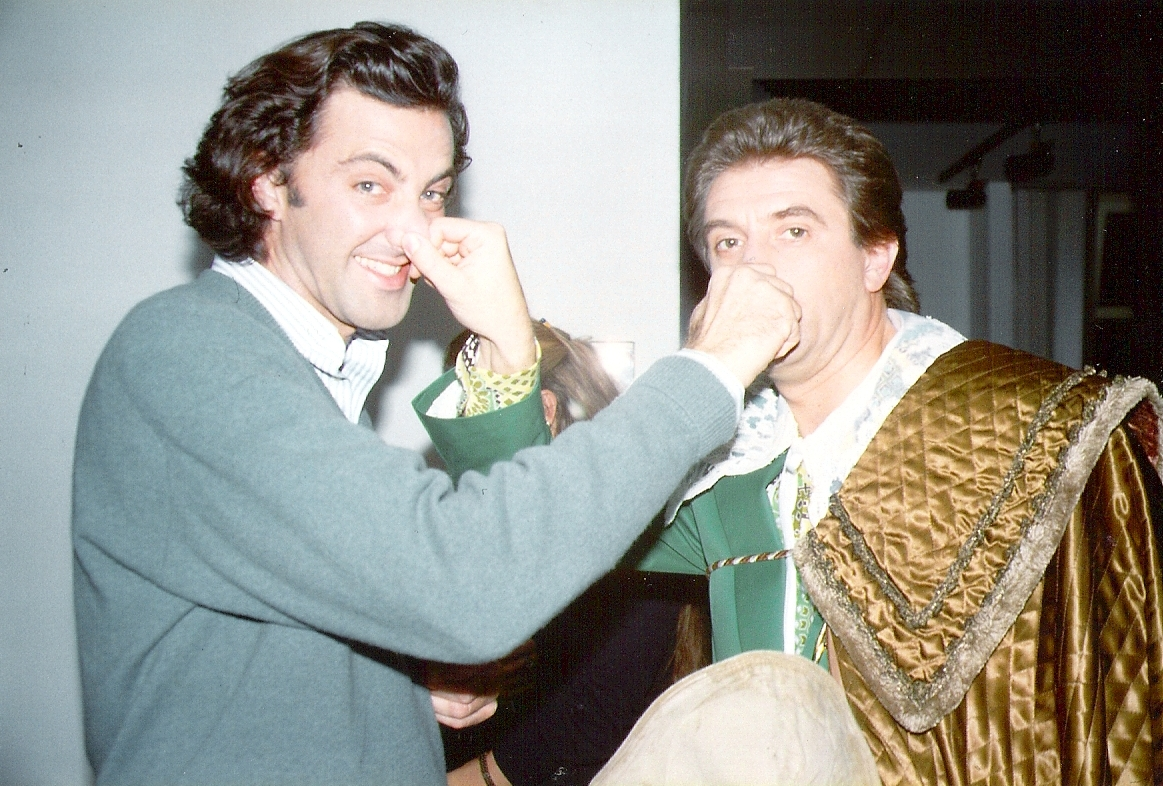
Luca Barbareschi (z lewej) i Ezio Greggio (2007)

- 1983 – Sogno di una notte d'estate
- 1984 – Impiegati
- 1986 – Via Montenapoleone
- 1988 – Bye bye baby
- 1990 – In nome del popolo sovrano
- 1991 – L'amico arabo
- 1992 – La bionda
- 1992 – Obiettivo indiscreto
- 1994 – La delegazione
- 1995 – La tenda nera
- 1995 – La famiglia Ricordi
- 1995 – Niebo coraz bardziej błękitne
- 1996 – Ardena
- 1999 – Jezus
- 2002 – Il Trasformista
- 2008 – The International